# Hrachia Malkhasian
Hrachia Malkhasian (ur. 23 sierpnia 1995) – francuski zapaśnik walczący w stylu klasycznym. Zajął 33 miejsce na mistrzostwach świata w 2017. Dziesiąty na mistrzostwach Europy w 2016. Brązowy medalista mistrzostw śródziemnomorskich w 2015. Mistrz Francji w 2017, a trzeci w 2013 roku.